# Too Tough to Die
Too Tough to Die — восьмой студийный альбом панк-рок-группы Ramones, она был записан в июле 1984 года, по словам участников записи он напоминал создание дебютного альбома, также это первый альбом для нового барабанщика Ричи Рамона.
Звук на этом альбоме стал ближе к хардкор-панку и хеви-металу, чем поп-музыке, как на предыдущих альбомах. Также на название для этого альбома повлиял случай в 1983 году когда, Джонни Рамон во время драки с другим музыкантом и попал в больницу с тяжёлой травмой.

## Список композиций
| №  | Название                        | Автор(ы)                               | Длительность |
| -- | ------------------------------- | -------------------------------------- | ------------ |
| 1. | «Mama’s Boy»                    | Джонни Рамон, Ди Ди Рамон, Томми Рамон | 2:09         |
| 2. | «I’m Not Afraid of Life»        | Ди Ди Рамон                            | 3:12         |
| 3. | «Too Tough to Die»              | Ди Ди Рамон                            | 2:35         |
| 4. | «Durango 95» (инструментальная) | Джонни Рамон                           | 0:55         |
| 5. | «Wart Hog»                      | Ди Ди Рамон                            | 1:54         |
| 6. | «Danger Zone»                   | Ди Ди Рамон, Джонни Рамон              | 2:03         |
| 7. | «Chasing in the Night»          | Джоуи Рамон, Ди Ди Рамон               | 4:25         |

| №  | Название                            | Автор(ы)                  | Длительность |
| -- | ----------------------------------- | ------------------------- | ------------ |
| 1. | «Howling at the Moon (Sha-La-La)»   | Ди Ди Рамон               | 4:06         |
| 2. | «Daytime Dilemma (Dangers of love)» | Ди Ди Рамон, Дэниел Рей   | 4:31         |
| 3. | «Planet Earth 1988»                 | Ди Ди Рамон               | 2:54         |
| 4. | «Humankind»                         | Ричи Рамон                | 2:41         |
| 5. | «Endless Vacation»                  | Ди Ди Рамон, Джонни Рамон | 1:45         |
| 6. | «No Go»                             | Джоуи Рамон               | 3:03         |

## Участники записи
Список составлен по сведениям базы данных Discogs
Ramones:
- Джоуи Рамон — ведущий вокал
- Джонни Рамон — ведущая гитара
- Ди Ди Рамон — бас-гитара, бэк вокал, ведущий вокал (в песнях А5, Б6)
- Ричи Рамон — ударные

Технический персонал:
- Тамаш Эрдейи — продюсер (в песнях A1—A7, Б2—Б6)
- Эд Стейзиум[англ.] — продюсер (в песнях A1—A7, Б2—Б6)
- Дэвид Аллан Стюарт — продюсер (в песне Б1)
- Гленн Розенштейн[англ.] — ассистент инженера микширования
- Марк Кобрин — ассистент звукорежиссёра по звукозаписи
- Стивен Ринкофф[англ.] — ассистент звукорежиссёра по звукозаписи
- Джек Скиннер — мастеринг-инженер[англ.]
- Тони Райт[англ.] — дизайн обложки
- Джордж Дюбоз — фотография

## Позиции в хит-парадах
Еженедельные чарты:
| Год       | Хит-парад                           | Высшая позиция | Пребывание |
| --------- | ----------------------------------- | -------------- | ---------- |
| 1984—1985 | Великобритания (UK Albums Chart)    | 63             | 3 недели   |
| 1984—1985 | США (Billboard Top 200 Albums)      | 171            | 6 недель   |
| 1984—1985 | Финляндия (Suomen virallinen lista) | 26             | 2 недели   |
| 1984—1985 | Швеция (Sverigetopplistan)          | 49             | 1 неделя   |